# Cèl·lules OK
Les cèl·lules OK (de l’anglès Opòssum Kidney cells, és a dir cèl·lules renals d'opòssum) són una línia cel·lular obtinguda a partir de cèl·lules de ronyó d’aquest marsupial, utilitzada en investigacions mèdiques com a model de cèl·lules epitelials del túbul proximal del ronyó.

## Característiques
La línia cel·lular deriva de cèl·lules del ronyó d'una opòssum adulta (femella) nord-americana (Didelphis virginiana). Igual que les cèl·lules LLC-PK1 porcines, aquesta línia cel·lular té la limitació d'estar mancada de diversos enzims específics del túbul proximal. No obstant això, les cèl·lules OK s'han utilitzat àmpliament per estudiar les interaccions funcionals entre el receptor de l'hormona paratiroidal 1 (PTH1R) i el factor regulador de l'intercanvi sodi-hidrogen 1 (NHERF1).

## Ús en recerca
Les cèl·lules OK es van cultivar originalment com a font de cromosomes X per a estudis sobre la inactivació de X. També han servit de models per a l'estudi de la fisiologia dopaminèrgica renal, a causa de la seva capacitat per produir i degradar dopamina. Les cèl·lules OK es venen amb el número de catàleg CRL-1840 de l'ATCC.